# Републикански път III-1306
Републикански път IIІ-1306 е третокласен път, част от Републиканската пътна мрежа на България, преминаващ по територията на Плевенска и Врачанска област. Дължината му е 65 km.
Пътят се отклонява надясно при 84,3 km на Републикански път II-13 западно град Искър и се насочва на югозапад през Западната Дунавска равнина по лявата част от долината на река Искър. Преминава последователно през село Глава, град Койнаре и селата Чомаковци (тук напуска долината на Искър) и Лепица, след което навлиза във Врачанска област. Тук пътят е със западно направление като следва северното подножие на предбалканския нисък рид Веслец. Минава през село Габаре, преодолява нисък вододел и при село Върбица навлиза в горния водосборен басейн на река Скът. Минава последователно през селата Вировско, Тишевица и Горно Пещене и североизточно от град Враца се свързва с Републикански път II-13 при неговия 8,6 km.
| Пътища, отклоняващи се надясно (населено място, № на пътя, посока на пътя) | km   | Пътища, отклоняващи се наляво (посока на пътя, № на пътя, населено място) |
| -------------------------------------------------------------------------- | ---- | ------------------------------------------------------------------------- |
| Община Кнежа, Област Плевен, II-13, 84,3 km →                              | 0,0  | → 84,3 km, II-13, Област Плевен, Община Кнежа                             |
| Община Червен бряг, (от 62,6 km на II-13) III-1304, 19 km →                | 5,7  | Община Червен бряг                                                        |
| с. Глава                                                                   | 8,4  | с. Глава                                                                  |
| гр. Койнаре                                                                | 14,7 | гр. Койнаре                                                               |
| (до гр. Оряхово) III-306, 17,9 km, с. Чомаковци ←                          | 21,8 | ← с. Чомаковци, 17,9 km, III-306 (от гр. Луковит)                         |
| с. Лепица                                                                  | 24,8 | с. Лепица                                                                 |
|                                                                            | 27,2 | → общински път (за гр. Сухаче)                                            |
| Община Бяла Слатина, Област Враца                                          | 30,1 | Област Враца, Община Бяла Слатина                                         |
| (от гр. Бяла Слатина) III-134, 20,5 km, с. Габаре →                        | 34,0 | → с. Габаре, 20,5 km, III-134 (до с. Горна Бешовица)                      |
| Община Враца                                                               | 37,6 | Община Враца                                                              |
| с. Върбица                                                                 | 41,8 | с. Върбица                                                                |
| (за с. Тлачене) общински път, с. Вировско ←                                | 47,2 | с. Вировско                                                               |
| с. Тишевица                                                                | 52,8 | → с. Тишевица, общински път (за с. Горна Кремена)                         |
| с. Горно Пещене                                                            | 56,5 | с. Горно Пещене                                                           |
|                                                                            | 63,8 | → общински път (за с. Веслец)                                             |
| (до гр. Оряхово) II-15, 8,6 km ←                                           | 65,0 | ← 8,6 km, II-15 (от гр. Враца)                                            |